# Nhà thờ Thánh Martin, Warszawa
Nhà thờ St. Martin (tiếng Ba Lan: Kościół św. Marcina Marcina) là một nhà thờ ở Warsaw, Ba Lan. Nó nằm trên ulica Piwna ("Phố bia") ở khu vực Phố cổ của thủ đô Ba Lan.

## Lịch sử
Nó được thành lập vào năm 1353 cùng với tu viện Augustinians liền kề và một bệnh viện của Chúa Thánh Thần bên trong Muros bởi công tước Siemowit III của Masovia và vợ Eufemia. Năm 1571, Wojciech Oczko nổi tiếng đã trở thành một bác sĩ bệnh viện. Nhà thờ, vốn là một tòa nhà bằng đá, theo phong cách gothic, đã được dựng lên vào đầu thế kỷ 14 và 15. Lối vào của nó nằm ở phía bên của các bức tường thị trấn, không phải từ đường Piwna ngày nay. Ngôi đền có ba bàn thờ: bàn thờ chính của Thánh Martin và bàn thờ phụ của Đức Thánh Linh và Thánh Dorothy. 

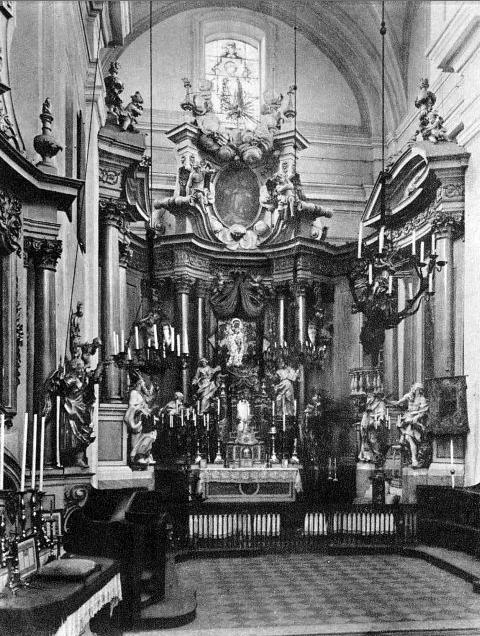
Nội thất trước năm 1939.

Vào thế kỷ 17, trong nhà thờ, các phiên tu viện của Augustinians thuộc quốc hội Mazovian địa phương đã được tổ chức. Sau một số vụ hỏa hoạn, đã phá hủy nhà thờ vào thế kỷ 15 và 17, nó đã được chuyển đổi theo phong cách baroque bởi Giovanni Spinola từ Ý. Cũng vào thời điểm đó, nhà thờ được định hướng lại, lối vào chính được đổi sang Phố Piwna, và bàn thờ được chuyển sang phía tây nam (phía bên tường thành). Vào thế kỷ 17, một dàn nhạc tiêu chuẩn tốt đã được duy trì bởi những người Augustinô, được biểu diễn trong nhà thờ. Bên trong, Adam Jarzębski được chôn cất, một nhạc sĩ và nhà soạn nhạc làm việc cho các vị vua của triều đại Vasa. 

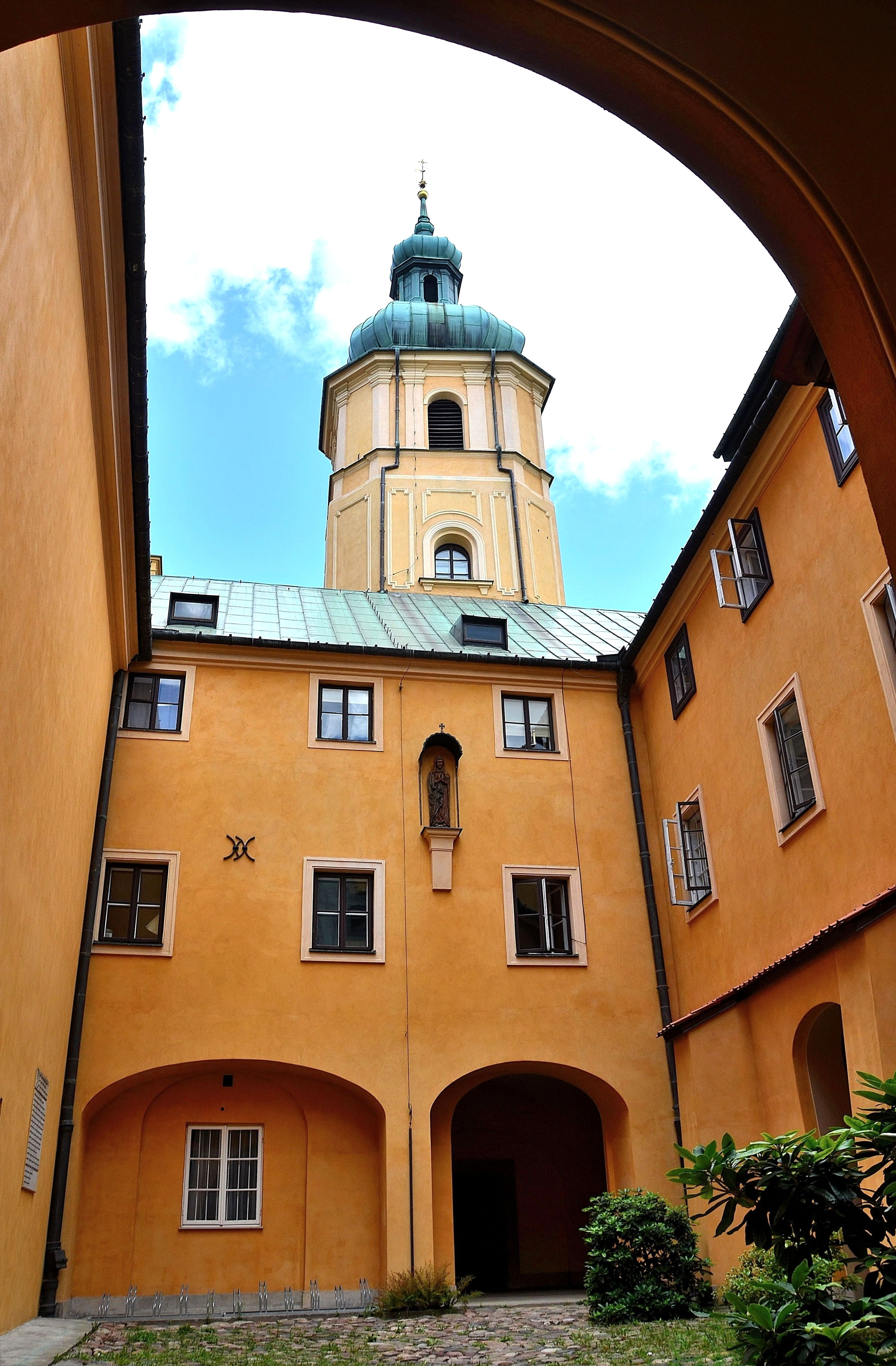
Sân tu viện.

Nhà thờ được xây dựng lại vào khoảng năm 1744 theo thiết kế của Karol Bay, và giống với kiến trúc của Nhà thờ Thăm viếng của Bay. Mặt tiền chính với các đường sóng đại diện cho cái gọi là phong cách Melted Sugar trong kiến trúc rococo. Bàn thờ trung tâm cũng được thay đổi theo thiết kế của Karol Bay với tác phẩm điêu khắc của Jan Jerzy Plersch vào năm 1751.

## Nội thất
Mặt tiền theo phong cách baroque, mặc dù nội thất hoàn toàn hiện đại. Đồ nội thất kiểu baroque đời đầu, được tạo ra vào những năm 1630 bởi Jan Henel (nhà điêu khắc của vua Władysław IV Vasa) cùng với các đồ trang trí rococo được thực hiện vào những năm 1750, đã bị phá hủy bởi vụ đánh bom ở Đức trong cuộc nổi dậy ở Warsaw. Nhà thờ bị hủy hoại. Nó được xây dựng lại sau Thế chiến II. Bên trong nhà thờ, ở cuối gian giữa bên phải, có một nhà nguyện của Đức Mẹ an ủi với một bản sao của một bức tranh từ thế kỷ 15, và ở cuối của bên trái - có nhà nguyện của Chúa Giêsu Kitô. Bên cạnh thánh đường còn có một nhà nguyện của Thánh Phanxicô với yếu tố quý giá nhất của việc trang bị nhà thờ - một hình tượng đa sắc của Đức Trinh Nữ Maria với Đứa trẻ.